# 리카르다 랑
리카르다 랑(독일어: Ricarda Lang, 1994년 1월 17일~)은 2022년 1월부터 이란계 정치인 오미트 누리푸어와 동맹 90/녹색당의 공동 대표를 맡고 있는 독일의 정치인이다. 2021년부터 연방의회 의원을 맡고 있다.

## 생애
랑은 사회복지사이자 여성 보호소에서 근무하는 한부모 가정에서 유년 시절을 보냈다. 2012년 뉘르팅겐 휠더린 고등학교를 졸업한 후, 하이델베르크 대학교에서, 후에 베를린 훔볼트 대학교에서 법학을 공부하였지만, 2019년 중퇴하였다.

## 정치 경력
랑은 18세의 나이로 2012년에 '녹색 청년'에 가입하였다. 2014년부터 2015년까지 녹색당 학생회인 '캠퍼스 그린스'의 연설자를 맡기도 했다. 또한, 2015년부터 2016년까지 프리드리히스하인크로이츠베르크구에서 녹색당 지구 임원을 지냈다. 
2015년 10월, 그녀는 녹색 청년의 연방 위원회에서 평가자가 되었고, 2017년 10월에는 연방 의회에서 공동 대변인으로 선출되었다. 2019년 11월에는 녹색당 부의장이자 여성 정책 대변인으로 선출되었다.